# Lepus peguensis
Espèce
Répartition géographique
Statut de conservation UICN

 LC  : Préoccupation mineure
Lepus peguensis, le Lièvre du Siam, parfois appelé Lièvre de Birmanie ou Lièvre d'Indochine, est une espèce de mammifères de la famille des Leporidae. On le trouve en Birmanie, au Laos, en Thaïlande et au Vietnam.

## Morphologie et description
Le Lièvre du Siam mesure de 44 à 50 cm de longueur (tête et corps) et a une queue de 6,5 à 8 cm de long. Il pèse entre 1,35 et 7 kg.

Son pelage est gris-brun et son ventre est blanc. Sa queue est brune sur le dessus et blanche sur le dessous. Ses oreilles sont grises avec des pointes noires.

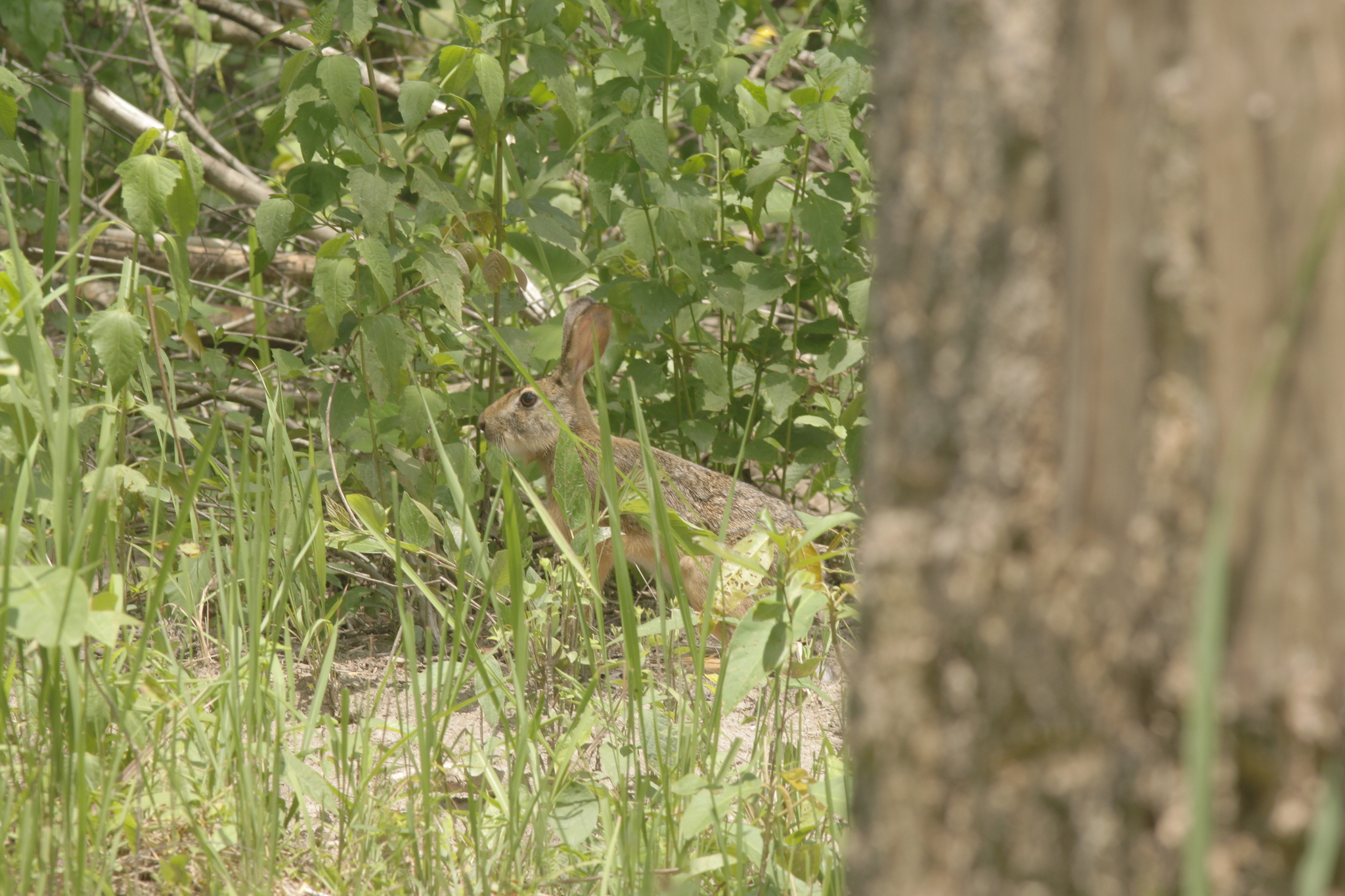
Individu aperçu en 2012 dans lamphoe Lan Sak, en Thaïlande.

## Comportement
Ce lièvre est actif la nuit et relativement inactif le jour.

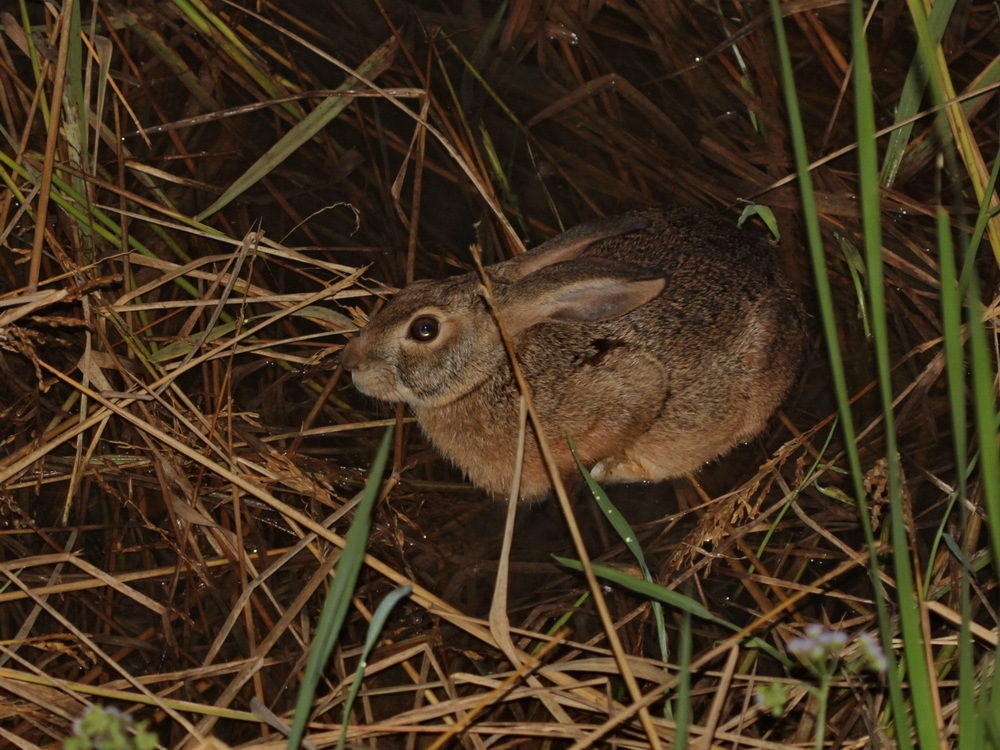
Lièvre d'Indochine, actif la nuit, au bord du Parc national de Kaeng Krachan, Thaïlande

## Répartition et habitat
L'aire de répartition du lièvre s'étend du sud de la Birmanie au sud de la rivière Chindwin, jusqu'aux parties septentrionales de la péninsule malaise, y compris la Thaïlande, le Cambodge, le sud du Laos et le sud du Vietnam. L'espèce vit principalement en plaine, mais a été observée jusqu'à 1 300 mètres dans les montagnes de Thaïlande, bien que d'autres études ne l'aient pas trouvée à plus de 800 mètres ailleurs. Ses habitats typiques sont les terres cultivées et les friches sèches, les clairières dans les forêts et les zones sablonneuses côtières. Le lièvre du Siam est commun dans les plaines riveraines inondées de façon saisonnière, et est présent dans les rizières cultivées de façon traditionnelle tout en évitant les rizières fortement irriguées et cultivées de façon intensive.

## Statut légal
Cette espèce a été classée par l'UICN dans la catégorie LC (préoccupation mineure), du fait de leur importante population.